# Cetola radiata
Cetola radiata är en fjärilsart som beskrevs av George Francis Hampson 1909. Cetola radiata ingår i släktet Cetola och familjen nattflyn. Inga underarter finns listade i Catalogue of Life.